# Het bittere kruid (film)
Het bittere kruid (internationale titel: Bitter Sweet) is een Nederlandse speelfilm uit 1985 van Kees van Oostrum, deels gebaseerd op de roman Het bittere kruid van Marga Minco.
Marga Minco was na het zien van de film allerminst gelukkig met het resultaat, dat ze te veel vond afwijken van haar boek. Marga maakte er in een proces bezwaar tegen dat de hoofdpersoon in de film vriendschappelijk omging met een NSB-gezin waarvan de kinderen lid waren van de Jeugdstorm. Ze wilde dat de film een andere titel dan haar boek zou krijgen, maar dat gebeurde niet. Er kwam wel in de titelrol een vermelding dat Minco zich als schrijfster van het boek "Het bittere kruid" distantieerde van de film met dezelfde titel.
Ook filmcomponist Loek Dikker spande een rechtszaak aan, over de manier waarop zijn muziek in de uiteindelijke film volgens zijn oordeel 'op groteske wijze verminkt' was. De zaak werd door Dikker verloren.

## Verhaal
Het Bittere Kruid gaat over het joodse meisje Sara en de ondergang van haar familie tijdens de Tweede Wereldoorlog. Sara wordt in 1942 plotseling ontslagen uit het sanatorium waar ze voor tuberculose wordt behandeld. Het blijkt dat de vader van haar vriendin, haar hartsvriendin in het sanatorium, als NSB'er heeft geëist dat Sara wordt verwijderd.
Bij thuiskomst in Amersfoort wordt Sara direct geconfronteerd met de harde werkelijkheid van de oorlog. Joden moeten een ster dragen en naar het joodse getto in Amsterdam verhuizen. Ook Sara's ouders worden gedwongen om te vertrekken. Sara, haar broer David en zijn vriendin Lottie blijven achter. Na een onbenullige ruzie reist ook Sara naar Amsterdam. Tijdens het laatste sabbatmaal worden Sara's ouders opgepakt. Sara ontsnapt en besluit samen met David en Lottie naar Palestina te vluchten. Maar alleen Sara ontsnapt aan de Duitsers. Op haar eerste onderduikadres viert ze Pesach, het joodse paasfeest. Sara zal als enige van haar familie de oorlog overleven.

## Rolverdeling
| Acteur          | Personage     |
| --------------- | ------------- |
| Ester Spitz     | Sara Meijer   |
| Gerard Thoolen  | Vader Meijer  |
| Kitty Courbois  | Moeder Meijer |
| Frank Rigter    | David Meijer  |
| Mirjam de Rooij | Greet         |
| Marion van Wijk | Lottie        |
| Dolf de Vries   | dokter        |

## Locaties
Voor de film werden opnamen gemaakt in Leiden, Amsterdam, Den Haag en op station Lisse.